# Zabrđe (Ugljevik)
Pour les articles homonymes, voir Zabrđe.
Zabrđe (en serbe cyrillique : Забрђе) est un village de Bosnie-Herzégovine. Il est situé dans la municipalité d'Ugljevik et dans la république serbe de Bosnie. Selon les premiers résultats du recensement bosnien de 2013, il compte 1 710 habitants.

## Géographie
Zabrđe constitue une communauté locale formée par les villages de Gornje Zabrđe, Srednje Zabrđe, Donje Zabrđe et les hameaux de Posavci et Marići.

## Histoire
Après l'arrivée des Austro-Hongrois, Zabrdje est devenu le centre administratif d'une municipalité. Après la Seconde Guerre mondiale, le siège en a été transféré à Stari Ugljevik puis, après 1980, à Novi Ugljevik.

## Démographie

### Évolution historique de la population dans la localité
| 1948  | 1953 | 1961  | 1971  | 1981  | 1991  | 2013  |
| ----- | ---- | ----- | ----- | ----- | ----- | ----- |
| 2 252 | -    | 1 615 | 1 713 | 1 955 | 1 725 | 1 710 |

|  |

### Communauté locale
En 1991, la communauté locale de Zabrđe comptait 2 327 habitants, dont 2 299 Serbes (98,80 %).